# Liosteburia
Liosteburia is een kevergeslacht uit de familie van de boktorren (Cerambycidae). De wetenschappelijke naam van het geslacht werd voor het eerst geldig gepubliceerd in 1991 door Tavakilian & Monné.

## Soorten
Liosteburia is monotypisch en omvat slechts de volgende soort:
- Liosteburia bleuzeni Tavakilian & Monné, 1991